# 32 Dywizja Kawalerii (ZSRR)
32 Dywizja Kawalerii (ros. 32-я кавалерийская дивизия) – związek taktyczny kawalerii Armii Czerwonej.
Dywizja wzięła udział w kampanii wrześniowej w składzie  4 Korpusu Kawalerii. 

## Struktura organizacyjna
W 1939
- 65 pułk kawalerii
- 86 pułk kawalerii
- 121 pułk kawalerii
- 153 pułk kawalerii
- 18 pułk czołgów
- 40 dywizjon artylerii konnej
- 27 szwadron saperów
- 4 szwadron łączności

## Dowódcy dywizji
- kombrig Nikołaj Bierzarin (był w 1939)[2]